# Tiradentes esquartejado
Tiradentes esquartejado (Tiradentes écartelé) est une peinture de Pedro Américo. Elle représente la dépouille de Joaquim José da Silva Xavier (dit « Tiradentes »), un révolutionnaire qui prôna l'indépendance du Brésil face au Portugal et qui fut pendu, puis écartelé par les autorités pour avoir tenté de déclencher une rébellion.